# Yasuhisa Yamamura
山村康久
Yasuhisa Yamamura (山村 康久, Yamamura Yasuhisa), né le 10 décembre 1964 à la préfecture de Hyōgo, est un concepteur japonais de jeu vidéo travaillant pour la société Nintendo. Il a été impliqué dans la création de plusieurs jeux des séries The Legend of Zelda et Super Mario en tant que créateur de niveaux,,. En parlant de son travail sur The Legend of Zelda: Link's Awakening, Yamamura précisait son œuvre : la conception des routes, le placement des ennemis et la création des terrains. Concernant la philosophie de la conception de jeux, il mettait en valeur le saut spatial par les joueurs experts et l'importance de l'omission et ses effets. Yamamura visite régulièrement les salles d'arcade et collectionne des circuits imprimés d'occasion. Il porte le surnom de « Yamahem » ou « Yamahen » (やまへむ, Yamahemu). En 2006, son travail sur les cartes et les niveaux de New Super Mario Bros. a été nommé pour le prix de la National Academy of Video Game Trade Reviewers dans la catégorie Game Design. Le personnage de pigeon du même nom qui a fait ses débuts dans le jeu de plates-formes Super Mario Maker s'appelle en l'honneur de Yamamura.

## Travaux
- Soccer (Nintendo Entertainment System, 1985)[2]
- Zelda II: The Adventure of Link (Nintendo Entertainment System, 1987)
- Yume Kōjō: Doki Doki Panic (Famicom Disk System, 1987) – créateur de niveaux (« Yamahem »)[1]
- Super Mario Bros. 2 (Nintendo Entertainment System, 1988) – créateur de niveaux
- The Legend of Zelda: A Link to the Past (Super Nintendo, 1991) – assistant réalisateur
- The Legend of Zelda: Link's Awakening (Game Boy, 1993) – créateur de donjons
- Super Mario World 2: Yoshi's Island (Super Nintendo, 1995) – créateur de niveaux
- Super Mario 64 (Nintendo 64, 1996) – directeur de niveaux
- Lylat Wars (Nintendo 64, 1997) – créateur de niveaux
- Super Mario World: Super Mario Advance 2 (Game Boy Advance, 2001) – directeur de cartes
- Yoshi's Island: Super Mario Advance 3 (Game Boy Advance, 2002) – directeur de cartes
- Super Mario Advance 4: Super Mario Bros. 3 (Game Boy Advance, 2003) – directeur de cartes
- Yoshi Touch and Go (Nintendo DS, 2005) – créateur de cartes et de niveaux[6]
- Yoshi's Island DS (Nintendo DS, 2006) – superviseur
- New Super Mario Bros. (Nintendo DS, 2006) – créateur de cartes et de niveaux
- New Super Mario Bros. Wii (Wii, 2009) – créateur de cartes et de niveaux
- New Super Mario Bros. U (Wii U, 2012) – créateur de niveaux
- New Super Luigi U (Wii U, 2013) – créateur de niveaux
- The Legend of Zelda: A Link Between Worlds (Nintendo 3DS, 2013) - planificateur de cartes
- Super Mario Maker (Wii U, 2015) - créateur de l'artbook
- Super Mario Maker for Nintendo 3DS (Nintendo 3DS, 2016) - directeur de la création de niveaux
- Super Mario Maker 2 (Nintendo Switch, 2019) - concepteur de jeu

## Sources
1. 1 2 3 4  (ja) « 「ゼルダの伝説 夢をみる島」開発スタッフ名鑑 », Nintendo Official Guide Book – The Legend of Zelda: Link's Awakening, Shogakukan,‎ juillet 1993, 120, 123 (ISBN 978-4-09-102448-0)
2. 1 2  (en) Ronaghan, « Linking to the Past: Where Are A Link to the Past Developers Now? » [archive du 4 octobre 2019], sur NintendoWorldReport.com, 7 novembre 2013 (consulté le 4 octobre 2019)
3. 1 2  (en) Riendeau, « Yamamura the Edamame-Eating Pigeon is Nintendo's Best New Character » [archive du 14 août 2019], sur Vice.com, 30 novembre 2016 (consulté le 4 octobre 2019)
4. ↑  (ja) « 開発スタッフアンケート », ゲームボーイ＆ゲームボーイカラー 任天堂公式ガイドブック ゼルダの伝説 夢を見る島DX, Shogakukan,‎ 20 février 1999, p. 108, 110 (ISBN 978-4-09-102679-8)
5. ↑  (en) Allen, « Honors: NAVGTR Awards » [archive du 4 octobre 2019], sur IGDA.org, 6 janvier 2015 (consulté le 4 octobre 2019)
6. ↑  (en) « Yoshi Touch & Go Instruction Booklet », sur Nintendo-Europe.com, 2005 (consulté le 3 octobre 2019), p. 30